# Gothaer Waggonfabrik
Gothaer Waggonfabrik AG, conosciuta semplicemente anche come Gotha o con la sigla GWF, fu una azienda tedesca fondata alla fine del XIX secolo attiva nella produzione di materiale rotabile o ferroviario. Durante la prima e la seconda guerra mondiale, spinta dagli obiettivi e necessità militari dell'Impero tedesco e successivamente della Germania nazista, si convertì alla produzione di aerei militari.
Durante la prima guerra mondiale produsse una serie di bombardieri che ebbe molto successo basati su un progetto del 1914 di Oskar Ursinus. A causa delle restrizioni imposte dal trattato di Versailles all'azienda venne impedito di continuare la costruzione di velivoli, tornando a produrre materiale ferroviario, ma riprese la costruzione aeronautica su indicazione del governo nazista. Forse il suo aereo più famoso fu l'Horten Ho 229, ala volante dotata di motore a getto progettata dai fratelli Horten durante la seconda guerra mondiale ma che non riuscì mai ad entrare in servizio. Dopo la guerra la fabbrica tornò a produrre materiale rotabile nella Germania dell'Est.

## Storia

### 1883–1918
Le origini della Gothaer Waggonfabrik risalgono all'iniziativa di Fritz Bothmann, precedentemente aggiustatore in un'officina meccanica, che nel 1883 decise di fondare una propria azienda. Con l'entrata di Louis Glück, commerciante, l'azienda mutò la propria ragione sociale in Fritz Bothmann & Glück Maschinenfabrik & Carussellbau-Anstalt. Dopo un'iniziale attività nella realizzazione di giostre a cavallo, dette anche caroselli, l'azienda si cominciò a dedicare alla produzione di materiale rotabile, in particolar modo di carri. La notorietà venne però definitivamente acquisita con la produzione di tram, realizzati in 57 esemplari tra il 1898 ed il 1913. In quest'ultimo anno l'azienda mutò in una Aktiengesellschaft, ovvero società anonima, acquisendo la nuova denominazione Gothaer Waggonfabrik vormals Fritz Bothmann & Glück AG nella quale confluirono nuovi soci nei successivi sette anni di attività. Solo nel 1910 l'azienda acquisirà l'ultima e definitiva ragione sociale, la Gothaer Waggonfabrik AG.

#### Produzione aeronautica
la data si riferisce all'anno del primo volo
- Gotha G.I
- Gotha G.II
- Gotha G.III
- Gotha G.IV
- Gotha G.V
- Gotha G.VI
- Gotha G.VII
- Gotha G.VIII
- Gotha G.IX
- Gotha G.X
- Gotha LD.1
- Gotha WD.2
- Gotha WD.3
- Gotha WD.7
- Gotha WD.11
- Gotha WD.14
- Gotha WD.27
- Gotha Go 145, biplano, monomotore, da addestramento, 1934
- Gotha Go 146, monoplano ad ala bassa, bimotore, da trasporto leggero e utility, 1935
- Gotha Go 149, monoplano, monomotore, da addestramento, 1936
- Gotha Go 150, monoplano ad ala bassa, monomotore, da turismo e addestramento, 1937
- Gotha Go 242 monoplano ad ala alta e doppio trave di coda, aliante, da trasporto tattico, 1941
- Gotha Go 244, versione motorizzata (2 motori) del Go 242
- Gotha Ka 430 o più correttamente Kalkert Ka 430, monoplano ad ala alta, aliante, da trasporto tattico, 1944

Altri progetti, prototipi o produzioni su licenza:
- Gotha LE.1, LE.2, LE.3, versioni modificate dell'Etrich Taube (LE sta per Land Eindecker: monoplano terrestre)
- Gotha Go 147, monoplano con ala di gabbiano a freccia, senza impennaggi di coda e con impennaggi verticali alle estremità alari, monomotore, sperimentale, 1936
- Messerschmitt Bf 110
- Gotha Go 229 o più propriamente Horten Ho 229, tutt'ala, 2 motori turbogetto, da caccia e bombardamento
- Gotha Go 345, monoplano ad ala alta, aliante con 2 motori pulsoreattori ausiliari (versione B), da trasporto tattico, 1945